# Eugenia Błajszczak
Eugenia Błajszczak (ur. 25 grudnia 1911 w Paradyżu, zm. 8 listopada 1991) – polska nauczycielka, poseł na Sejm PRL IV i V kadencji.

## Życiorys
Uzyskała wykształcenie wyższe. Pracowała jako nauczycielka geografii w Szkole Podstawowej w Srocku. W 1965 i 1969 jako bezpartyjna uzyskiwała mandat posła na Sejm PRL w okręgu Piotrków Trybunalski. Przez dwie kadencje zasiadała w Komisji Kultury i Sztuki, a w V ponadto w Komisji Zdrowia i Kultury Fizycznej. Odznaczona Złotym Krzyżem Zasługi.